# Foreste di pianura della Nigeria
Le foreste di pianura della Nigeria sono un'ecoregione dell'ecozona afrotropicale, definita dal WWF (codice ecoregione: AT0123), che si estende attraverso Nigeria e Benin.

## Territorio
Questa ecoregione è confinata ad una stretta fascia che si estende lungo la costa del sud-ovest della Nigeria, tra il confine orientale del corridoio del Dahomey e il fiume Niger. Nel suo punto di massima ampiezza, nello Stato di Edo in Nigeria, penetra per più di 100 km nell'entroterra, ma si restringe sempre più procedendo verso ovest, riflettendo quella che era l'antica estensione della foresta. A sud e a sud-ovest, l'ecoregione è separata dalla costa da una fascia di mangrovie e foreste paludose. A nord, la foresta cede gradualmente il passo all'ecoregione del mosaico di foresta e savana della Guinea, che la delimita anche ad oriente. A nord-est, il fiume Niger segna il confine tra le foreste di pianura della Nigeria e la foresta di transizione Cross-Niger; tra queste due ecoregioni, si insinuano come un cuneo le foreste palustri del delta del Niger. La parte meridionale di questa ecoregione è situata su una pianura costiera digradante e lievemente ondulata pressoché priva di qualsiasi forma di rilievo, fatta eccezione per alcuni isolati inselberg (colline dai fianchi scoscesi costituite da antiche rocce cristalline). Generalmente l'altitudine aumenta gradualmente procedendo verso nord, dove si trova una pianura con un'altitudine media di 150 m. Nell'area meridionale dell'ecoregione si trovano due grandi scarpate. La prima è situata appena a nord delle paludi costiere e procede verso est nello Stato di Edo con un'altitudine media di 160 m. La seconda si innalza fin oltre i 250 m e si estende dalle vicinanze di Ayetoro a ovest (stato di Ogun) fino ad Ore nello Stato di Edo. Procedendo dal mare verso l'interno incontriamo tre zone caratterizzate da un diverso tipo di vegetazione: una fascia di foresta pluviale, lungo la costa, una foresta decidua mista e, più nell'interno, una zona a mosaico di foresta e savana, probabilmente frutto dell'azione dell'uomo. Le precipitazioni annue variano dai 2000–2500 mm della foresta pluviale ai 1500–2000 mm della foresta decidua mista. Sebbene l'entità delle precipitazioni sia variabile, la distribuzione dei mesi umidi e secchi è uniforme in tutta l'ecoregione. La stagione secca dura circa tre mesi, da dicembre a febbraio: durante questo lasso di tempo, la regione riceve meno di 50 mm di pioggia al mese. Questa ecoregione è attraversato da un certo numero di fiumi di considerevoli dimensioni. Da ovest ad est i più importanti sono l'Ogun, l'Oshun, l'Oni con il suo affluente Shasha, od Omo, l'Owenna e l'Osse. Nessuno di questi fiumi sfocia direttamente in mare, bensì in strette lagune che corrono lungo l'intera costa dal delta del Niger al Benin.

## Flora
Nelle parti meridionali più umide di questa ecoregione, la foresta è dominata da membri della famiglia delle Leguminose (Brachystegia spp., Cylicodiscus gabunensis, Gossweilerodendron balsamiferum, Piptadeniastrum africanum) e delle Meliacee (Entandrophragma spp., Guarea spp., Khaya ivorensis, Lovoa trichilioides). All'interno delle foreste pluviali meridionali, si può individuare un certo numero di tipi di foresta, determinati dalle variazioni del suolo sottostante. Nel settore settentrionale più secco di questa ecoregione dominano alberi appartenenti generalmente alla famiglia delle Malvacee (Cola spp., Mansonia altissima, Nesogordonia kabingaensis, Pterygota spp., Sterculia spp., Triplochiton scleroxylon), delle Moracee (Antiaris toxicaria, Ficus spp., Milicia excelsa), delle Cannabacee (Celtis spp.) e delle Ulmacee (Holoptelea grandis). Il confine tra queste due comunità forestali è graduale, e il tipo di suolo gioca un ruolo significativo della distribuzione delle varie specie.

## Fauna
Nell'ecoregione sono presenti quattro specie endemiche di animali. Il cercopiteco dal ventre rosso (Cercopithecus erythrogaster), con le sue due sottospecie (C. e. erythrogaster e C. e. pococki), è presente solamente qui. Il malimbe di Ibadan (Malimbus ibadanensis), un passeriforme della famiglia dei Ploceidi, si incontra nella fascia più settentrionale di questa ecoregione (quella del mosaico di foresta e savana) ed è stato osservato soltanto nella zona di Ibadan. Il geco Cnemaspis petrodroma e il rospo Sclerophrys perreti sono stati scoperti all'inizio degli anni sessanta durante una spedizione nella foresta di Idanre. Quasi endemica, invece, è la genetta crestata (Genetta cristata), diffusa anche nelle limitrofe aree del Camerun. La regione ospita inoltre l'elefante africano (Loxodonta africana) e lo scimpanzé comune (Pan troglodytes).

## Conservazione
L'ecoregione è considerata in pericolo critico: essa era una delle regioni più densamente popolate dell'Africa già prima dell'epoca della colonizzazione europea, e la foresta è di conseguenza molto frammentata e degradata.